# American Hockey League 1977-1978
La stagione 1977-1978 è stata la 42ª edizione della American Hockey League, la più importante lega minore nordamericana di hockey su ghiaccio. La lega corse il rischio di scomparire ma riuscì ad aumentare il numero delle partecipanti grazie allo scioglimento della NAHL e della SHL. Venne istituito il Fred T. Hunt Memorial Award per il giocatore con più sportività e dedizione per lo sport. La stagione vide al via nove formazioni e al termine dei playoff i Maine Mariners conquistarono la loro prima Calder Cup sconfiggendo i New Haven Nighthawks 4-1.

## Modifiche
- Nacquero nella North Division i Maine Mariners, formazione di Portland nel Maine.
- I Broome Dusters allo scioglimento della NAHL si fusero con i Rhode Island Reds e portarono la franchigia a Binghamton. Nacquero così nella North Division i Binghamton Dusters.
- Anche i Philadelphia Firebirds dopo la fine della NAHL si trasferirono in AHL e andarono a giocare nella South Division.
- Gli Hampton Gulls, formazione della SHL con sede a Hampton in Virginia, si trasferì anch'essa nella South Division.

## Stagione regolare

### Classifiche
North Division
|  | Pos. | Squadra               | Pt | G  | V  | S  | N  | GF  | GS  | DR  |
|  | ---- | --------------------- | -- | -- | -- | -- | -- | --- | --- | --- |
|  | 1.   | Maine Mariners        | 95 | 80 | 43 | 28 | 9  | 305 | 256 | +49 |
|  | 2.   | Nova Scotia Voyageurs | 90 | 81 | 37 | 28 | 16 | 304 | 250 | +54 |
|  | 3.   | Springfield Indians   | 87 | 81 | 39 | 33 | 9  | 348 | 350 | -2  |
|  | 4.   | Binghamton Dusters    | 62 | 81 | 27 | 46 | 8  | 287 | 377 | -90 |

South Division
|  | Pos. | Squadra                | Pt | G  | V  | S  | N  | GF  | GS  | DR  |
|  | ---- | ---------------------- | -- | -- | -- | -- | -- | --- | --- | --- |
|  | 1.   | Rochester Americans    | 93 | 81 | 43 | 31 | 7  | 332 | 296 | +36 |
|  | 2.   | New Haven Nighthawks   | 87 | 80 | 38 | 31 | 11 | 313 | 292 | +21 |
|  | 3.   | Philadelphia Firebirds | 81 | 81 | 35 | 35 | 11 | 294 | 290 | +4  |
|  | 4.   | Hershey Bears          | 64 | 81 | 27 | 44 | 10 | 281 | 324 | -43 |
|  | 5.   | Hampton Gulls          | 33 | 46 | 15 | 28 | 3  | 142 | 171 | -29 |

Legenda:

      Ammesse ai Playoff
      Fallita a stagione in corso
Note:

Due punti a vittoria, un punto a pareggio, zero a sconfitta.

### Statistiche
Classifica marcatori
| Giocatore      | Squadra                | PG | Gol | Assist | Punti |
| -------------- | ---------------------- | -- | --- | ------ | ----- |
| Gord Brooks    | Philadelphia Firebirds | 81 | 42  | 56     | 98    |
| Rick Adduono   | Rochester Americans    | 76 | 36  | 60     | 98    |
| Al Hill        | Maine Mariners         | 80 | 32  | 59     | 91    |
| Bob Collyard   | Philadelphia Firebirds | 79 | 28  | 62     | 90    |
| André Peloffy  | Springfield Indians    | 67 | 33  | 55     | 88    |
| Gordie Clark   | Rochester Americans    | 75 | 37  | 51     | 88    |
| Joe Hardy      | Binghamton Dusters     | 73 | 24  | 63     | 87    |
| Tom Colley     | New Haven Nighthawks   | 80 | 32  | 54     | 86    |
| Charlie Simmer | Springfield Indians    | 75 | 42  | 41     | 83    |
| Drew Callander | Maine Mariners         | 78 | 40  | 42     | 82    |
|                |                        |    |     |        |       |

Classifica portieri
| Giocatore        | Squadra                | PG | MGS  |  |
| ---------------- | ---------------------- | -- | ---- |  |
| Hardy Åström     | New Haven Nighthawks   | 27 | 2.63 |  |
| Maurice Barrette | Nova Scotia Voyageurs  | 39 | 2.74 |  |
| Réjean Lemelin   | Philadelphia Firebirds | 60 | 2.96 |  |
| Rick St. Croix   | Maine Mariners         | 40 | 3.07 |  |
| Bob Holland      | Nova Scotia Voyageurs  | 38 | 3.17 |  |
| Jim Pettie       | Rochester Americans    | 32 | 3.38 |  |
| Dave Parro       | Rochester Americans    | 46 | 3.65 |  |
| Mario Lessard    | Springfield Indians    | 57 | 3.71 |  |
| Doug Soetaert    | New Haven Nighthawks   | 38 | 3.75 |  |
| Göran Högosta    | Hershey Bears          | 23 | 3.92 |  |
|                  |                        |    |      |  |

## Playoff
|  | Primo turno | Primo turno            | Primo turno          |                       |                | Semifinali     | Semifinali     | Semifinali |  |  | Calder Cup | Calder Cup | Calder Cup |  |
|  |             |                        |                      |                       |                |                |                |            |  |  |            |            |            |  |
|  |             |                        |                      |                       |                | N1             | Maine Mariners | 4          |  |  |            |            |            |  |
|  |             |                        |                      |                       |                | N1             | Maine Mariners | 4          |  |  |            |            |            |  |
|  |             |                        |                      | Nova Scotia Voyageurs | 3              |                |                |            |  |  |            |            |            |  |
|  | N2          | Nova Scotia Voyageurs  | 3                    | Nova Scotia Voyageurs | 3              |                |                |            |  |  |            |            |            |  |
|  | N2          | Nova Scotia Voyageurs  | 3                    |                       |                |                |                |            |  |  |            |            |            |  |
|  | N3          | Springfield Indians    | 0                    |                       |                |                |                |            |  |  |            |            |            |  |
|  | N3          | Springfield Indians    | 0                    |                       | Maine Mariners | Maine Mariners | 4              |            |  |  |            |            |            |  |
|  |             |                        |                      |                       |                |                |                |            |  |  |            |            |            |  |
|  |             |                        | New Haven Nighthawks | New Haven Nighthawks  | 1              |                |                |            |  |  |            |            |            |  |
|  |             |                        |                      | New Haven Nighthawks  | 1              |                |                |            |  |  |            |            |            |  |
|  |             |                        |                      |                       |                |                |                |            |  |  |            |            |            |  |
|  |             |                        |                      |                       |                |                |                |            |  |  |            |            |            |  |
|  |             | S1                     | Rochester Americans  | 2                     |                |                |                |            |  |  |            |            |            |  |
|  |             |                        |                      | 2                     |                |                |                |            |  |  |            |            |            |  |
|  |             |                        |                      | New Haven Nighthawks  | 4              |                |                |            |  |  |            |            |            |  |
|  | S2          | New Haven Nighthawks   | 3                    | New Haven Nighthawks  | 4              |                |                |            |  |  |            |            |            |  |
|  | S2          | New Haven Nighthawks   | 3                    |                       |                |                |                |            |  |  |            |            |            |  |
|  | S3          | Philadelphia Firebirds | 0                    |                       |                |                |                |            |  |  |            |            |            |  |

## Premi AHL
- Calder Cup: Maine Mariners
- F. G. "Teddy" Oke Trophy: Maine Mariners
- John D. Chick Trophy: Rochester Americans
- Dudley "Red" Garrett Memorial Award: Norm Dupont (Nova Scotia Voyageurs)
- Eddie Shore Award: Terry Murray (Maine Mariners)
- Fred T. Hunt Memorial Award: Blake Dunlop (Maine Mariners)
- Harry "Hap" Holmes Memorial Award: Bob Holland e Maurice Barrett (Nova Scotia Voyageurs)
- John B. Sollenberger Trophy: Gord Brooks (Philadelphia Firebirds) e Rick Adduono (Rochester Americans)
- Les Cunningham Award: Blake Dunlop (Maine Mariners)
- Louis A. R. Pieri Memorial Award: Bob McCammon (Maine Mariners)

### Vincitori
| Maine Mariners | Portieri: Pete Peeters, Rick St. Croix Difensori: Norm Barnes, Frank Bathe, Terry Murray, Dennis Patterson, Rudy Tajcnar Attaccanti: Brian Burke, Mike Busniuk, Drew Callander, Steve Coates, Jim Cunningham, Guy Delparte, Blake Dunlop, Paul Evans, Tom Gorence, Al Hill, Bernie Johnston, John Paddock, Larry Romanchych, Wayne Schaab Allenatore: Bob McCammon |

### AHL All-Star Team
First All-Star Team
- Attaccanti: Al Hill • Blake Dunlop • Gord Brooks
- Difensori: Terry Murray • Rick Wilson
- Portiere: Réjean Lemelin

Second All-Star Team
- Attaccanti: Charlie Simmer • Rick Adduono • Pat Hughes
- Difensori: John Bednarski • Chuck Luksa e Bob Bilodeau
- Portiere: Mario Lessard